# Diphyscium longifolium
Diphyscium longifolium là một loài rêu trong họ Buxbaumiaceae. Loài này được Griff. mô tả khoa học đầu tiên năm 1842.